# Дудко Веніамін Іларіонович
Веніамін Іларіонович Дудко (30 вересня 1914, місто Носівка, тепер Чернігівської області — ?) — радянський партійний діяч, секретар Вінницького обласного комітету КП(б)У, завідувач сільськогосподарського відділу ЦК КП Молдавії. Депутат Верховної ради Молдавської РСР.

## Життєпис
Народився в міщанській родині. У 1915 році разом із родиною переїхав до міста П'ятигорська, де провів дитячі роки. У 1928 році закінчив семирічну школу в місті П'ятигорську.
З 1928 по 1933 рік — учень сільськогосподарського технікуму в селі Новомиколаївка Дніпропетровської області. У 1930 році вступив до комсомолу.
У 1933—1934 роках — старший зоотехнік Одеського обласного земельного відділу в Первомайському районі.
З 1934 до серпня 1936 року — зоотехнік Калиновського радгоспу Північно-Кавказького краю.
У вересні 1936 — 1940 року — студент сільськогосподарської академії імені Тімірязєва в Москві.
Член ВКП(б) з грудня 1939 року.
У 1940—1941 роках — слухач Вищої партійної школи при ЦК ВКП(б).
У жовтні 1941 — серпні 1942 року — завідувач відділу пропаганди Лєвокумського районного комітету ВКП(б) Орджонікідзевського (Ставропольського) краю.
З серпня по грудень 1942 року — слухач курсів удосконалення політичного складу запасу РСЧА в місті Ош Киргизької РСР.
У грудні 1942 — лютому 1943 року — інструктор сільськогосподарського відділу Наманганського обласного комітету КП(б) Узбекистану.
У лютому — серпні 1943 року — завідувач сектора радгоспів Орджонікідзевського (Ставропольського) крайового комітету ВКП(б).
У серпні 1943 — квітні 1944 року — слухач Вищої партійної школи при ЦК ВКП(б).
У квітні 1944 — лютому 1947 року — завідувач сільськогосподарського відділу Вінницького обласного комітету КП(б)У.
У лютому 1947 — 1948 року — секретар Вінницького обласного комітету КП(б)У із кадрів. У 1948 — червні 1950 року — секретар Вінницького обласного комітету КП(б)У.
2 червня 1950 — 16 березня 1951 року — заступник завідувача сектора відділу партійних, профспілкових і комсомольських органів ЦК ВКП(б). 16 березня 1951 — 4 червня 1952 року — завідувач сектора відділу партійних, профспілкових і комсомольських органів ЦК ВКП(б).
У 1952—1953 роках — на відповідальній роботі в Казанському обласному комітеті ВКП(б) Татарської АРСР.
З липня 1953 по 1955 рік — завідувач сільськогосподарського відділу Київського обласного комітету КПУ.
На 1956—1962 роки — завідувач сільськогосподарського відділу ЦК КП Молдавії.
Подальша доля невідома.

## Нагороди
- орден «Знак Пошани» (23.01.1948)
- ордени
- медалі